# Slag bij Cibalae

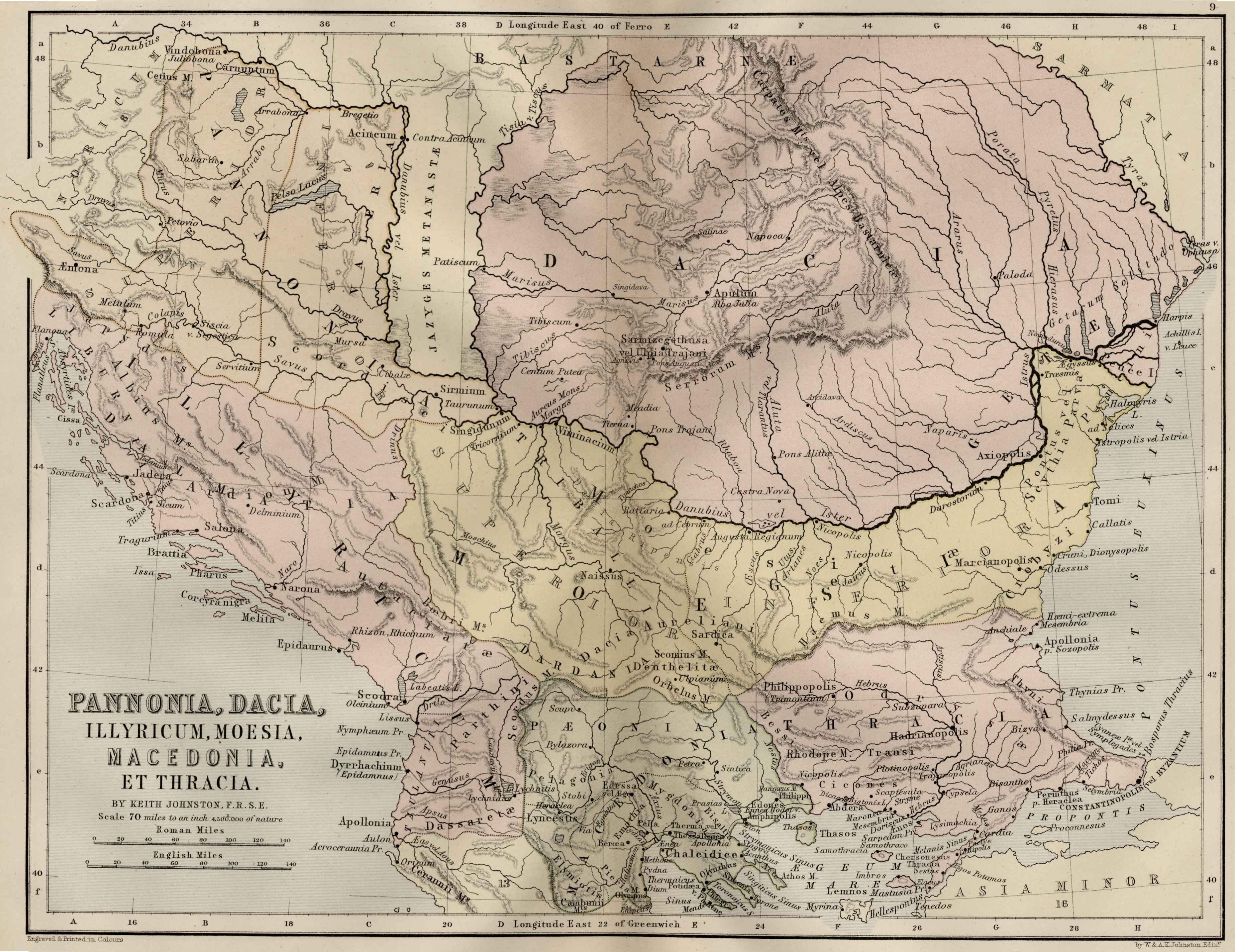
Romeinse provincies met Cibalae

De slag bij Cibalae vond op 8 oktober 314 plaats bij Cibalae, het huidige Vinkovci in Kroatië, tussen het leger van Constantijn de Grote en zijn tegenstander Licinius over de heerschappij van het Romeinse Rijk.
Oorlogen van de Romeinse Republiek
· Romeins-Etruskische Oorlogen
· Romeins-Aequische Oorlogen
· Latijnse Oorlog
· Romeins-Hernicische Oorlogen
· Romeins-Volscische Oorlogen
· Samnitische oorlogen (Eerste, Tweede, Derde)
· Pyrrhische Oorlog
· Punische oorlogen (Eerste, Tweede, Derde)
· Illyrische Oorlogen (Eerste, Tweede, Derde)
· Macedonische Oorlogen (Eerste, Tweede, Derde, Vierde)
· Romeins-Seleucidische Oorlog
· Aetolische Oorlog
· Galatische Oorlog
· Romeinse Verovering van Hispania (Eerste Celtiberische Oorlog, Lusitanische Oorlog, Numantische Oorlog, Sertorische Oorlog, Cantabrische Oorlogen)
· Achaeïsche Oorlog
· Oorlog tegen Jugurtha
· Cimbrische Oorlog
· Servilische Oorlogen (Eerste, Tweede, Derde)
· Bondgenotenoorlog
· Sulla's Burgeroorlogen (Eerste, Tweede)
· Mithridatische oorlogen (Eerste, Tweede, Derde)
· Gallische Oorlog
· Romeinse expedities naar Britannia
· Burgeroorlog tussen Pompeius en Caesar
· Einde van de Republiek (Slag bij Mutina, Burgeroorlog tegen Brutus en Cassius, Siciliaanse Opstand, Perusiaanse Oorlog, Burgeroorlog tussen Antonius en Octavianus)
Oorlogen van het Romeinse Keizerrijk
· Germaanse Oorlogen (Teutoburgerwoud, Marcomannenoorlog, Alemannische Oorlogen, Gotische Oorlog, Visigotische Oorlogen)
· Romeinse verovering van Britannia
· Boudicca
· Armenische Oorlog
· Vierkeizerjaar
· Joodse Oorlog
· Romeins-Parthische Oorlog
· Romeins-Perzische oorlogen
· Burgeroorlogen van de derde eeuw
. Gotische oorlog (376-382)
. Gotische opstand van Alarik I
. Gildonische opstand
. Gotische oorlog (402-403)
. Pictische oorlog van Stilicho
. Oorlog van Heraclianus
. Oorlog van Radegaisus
. Rijnoversteek
. Romeinse Burgeroorlog 427-429
· Val van het West-Romeinse Rijk